# Manduguk
El manduguk es un tipo de sopa coreana (guk) que se prepara cociendo mandu (dumplings) relleno con carne picada y otros rellenos en un caldo de ternera. En la corte real coreana, el plato se llamaba byeongsi (匙) mientras en el Eumsik dimibang, un libro de recetas del siglo XVII, se le denominaba seokryutang (석류탕).